# Max Effinger
Max Effinger Graf (Imperio alemán, fecha desconocida-San José, Costa Rica, 1955) fue un ingeniero civil y político germano-costarricense, conocido por haber construido el Cuartel de Liberia entre otras obras arquitectónicas costarricenses y por sus simpatías con el nazismo alemán. Effinger es a menudo señalado como el presidente de la rama local del NSDAP/AO entre la colonia germana. Effinger tuvo cercanía con el presidente León Cortés Castro, educado en Alemania y que sentía admiración por el fascismo y distintos informes lo señalan como director de Migración durante la gestión de Cortés, así como ministro de Obras Públicas y Transportes. Es durante este período que se construye el Cuartel General de Liberia para refrenar las aspiraciones separatistas de algunos sectores guanacastecos. Effinger utilizaría su cargo como Jefe de Migración para restringir el ingreso de inmigrantes no arios, particularmente judíos polacos según consta en la Circular N° 667-F de la Secretaría de Relaciones Exteriores de la época.
Después del ataque a Pearl Harbor ya durante la administración de Rafael Ángel Calderón Guardia y la consecuente declaración de guerra a las Potencias del Eje, Effinger al igual que gran cantidad de ciudadanos alemanes, italianos y japoneses fue deportado a EE. UU., específicamente a Texas, pero sería liberado tras la guerra y volvería al país donde fallecería en 1955.